# Міланський метрополітен
Міланський метрополітен (італ. Metropolitana di Milano) — транспортна система в місті Мілан, Італія. Діє з 1964 року.
Міланський метрополітен найбільший в країні, в столичному метро тільки 74 станції.

## Історія

Історія розвитку метро Мілану

Будівництво Міланського метро почалося 4 травня 1957 року. Початкова ділянка складалася з 21 станції та 12,5 км.

## Лінії
На початок 2024 року в системі метро було 5 ліній, 113 станцій (95 підземні), та приблизно 104 км. Особливістю системи є
різний тип живлення потягів, якщо на лініях М1 та М5 третя контактна рейка, то на лініях М2 та М3 повітряна
контактна мережа. Лінія М5 єдина автоматизована в Міланському метро. Всі наземні станції на лінії М2.
- Лінія М1 (червона) — Відкрилася 1 листопада 1964 року, налічує 38 станцій та 26,9 км.
- Лінія М2 (зелена) — Відкрилася 27 вересня 1969 року, налічує 35 станцій (18 наземних) та 39,4 км.
- Лінія М3 (жовта) — Відкрилася 3 травня 1990 року, налічує 21 станцію та 16,7 км.
- Лінія М4 (блакитна) — Відкрилася 2022 року. Повністю добудована лінія матиме 21 станцію та 15 км, буде підземною та автоматизованою.
- Лінія М5 (фіолетова) — Відкрилася 10 лютого 2013 року, налічуе 19 станцій та 12,9 км.

## Режим роботи
Працює з 5:40 до 0:30. Інтервал руху від 2 до 5 хвилин.

## Оплата проїзду
Вартість одноразового квитка - € 2.20 (2024). Він діє протягом 90 хвилин після активації в турнікеті, дійсний також в інших видах транспорту. Квиток, що дає право проїзду протягом 24 годин, коштує € 7.00, трьох днів - € 12.00, ціна квитка на 10 поїздок - € 18.00. Крім цього, існують тижневі - € 17.00, місячні - € 39.00 і річні - € 330.00 абонементні. Діти до 14 років можуть користуватися метро безкоштовно, достатньо пред'явити документ, який підтверджує вік.